# Los landsfiskalsdistrikt
Los landsfiskalsdistrikt var 1918–1941 ett landsfiskalsdistrikt i Gävleborgs län, bildat när Sveriges indelning i landsfiskalsdistrikt trädde i kraft den 1 januari 1918, enligt beslut den 7 september 1917. Landsfiskalsdistriktet avskaffades den 1 oktober 1941 (genom kungörelsen 28 juni 1941) när Sverige fick en ny indelning av landsfiskalsdistrikt. Dess ingående områden överfördes då till Färila landsfiskalsdistrikt.
Landsfiskalsdistriktet låg under länsstyrelsen i Gävleborgs län.

## Ingående områden
Distriktet bestod under hela dess existens av samma område:
- Los landskommun